# شيفروليه كورفيت سي6

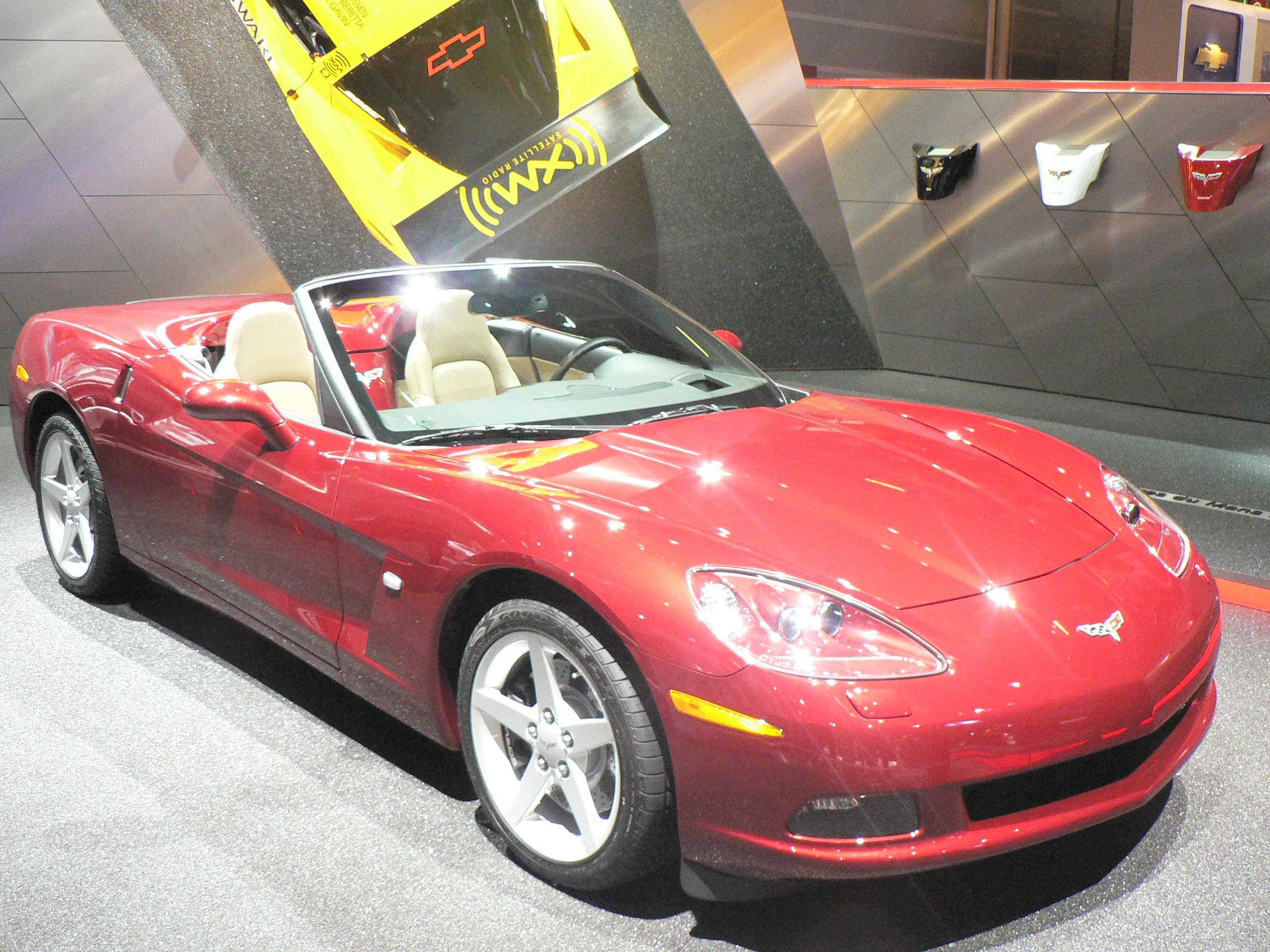
سيارة شيفورليه كورفيت سي6 ، التقطت الصورة في عام 2009م.

شيفورليه كورفيت سي6 (بالإنجليزية: Chevrolet Corvette C6)‏ هي سيارة الجيل السادس من شيفروليه كورفيت وتم إنتاجها عبر فرع شيفروليه في جنرال موتورز بين سنوات 2005 - 2013. وهي الأولى من هذا الجيل المزودة بكشافات أمامية مكشوفة منذ النوع الذي تم إنتاجه في سنة 1962.

## مصدر
1. ↑  "New 2014 Chevrolet Corvette set for Jan. 13 Detroit auto show debut: Assembly plant to stop six months for retooling". Autoweek. مؤرشف من الأصل في 2014-07-04. اطلع عليه بتاريخ 2018-06-07.

## وصلات خارجية
- Chevrolet Corvette C6 at National Corvette Museum